# Alioramus
Alioramus ("annan gren"), släkte med dinosaurier som tillhörde familj Tyrannosauridae från yngre delen av kritaperioden i Mongoliet. Alioramus var nära släkt med de gigantiska Tyrannosaurus och Tarbosaurus, men verkar ha varit betydligt mindre. Alioramus särskiljer sig från majoriteten med tyrannosaurider genom sitt ovanligt långa nosparti, med 6–8 stycken små horn. Forskare tror att Alioramus representerar ett särskilt specialiserat och ovanligt släkte inom sin familj, vilket är skälet ditt dess namn.

## Fynd

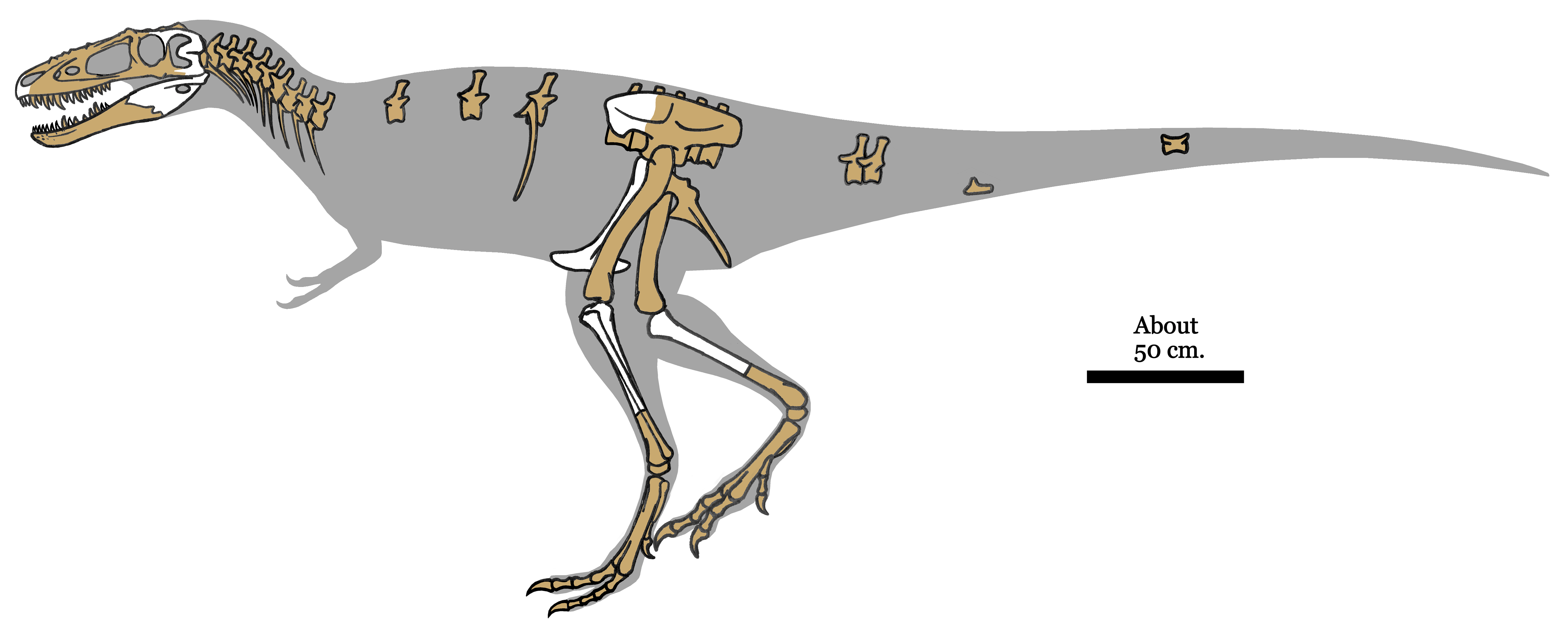
Fossila lämningar efter A. altai.

Rester av Alioramus samlades in i Nogoon Tsav-bäddarna i Ingenii Höövör-dalen, som ligger i den mongoliska provinsen Bajanchongor. Denna geologiska formation har inte blivit genomsökt efter dinosauriefossil, och Alioramus är än så länge den enda kända dinosaurien därifrån. Formationen kan tillhöra maastrichtskedet från yngre krita (Kurzanov, 1976). Detta faunaskede infann sig mellan ungefär 74 och 65 miljoner år sedan. 

## Etymologi
Alioramus namngavs och beskrevs av den ryske paleontologen Sergei Kurzanov år 1976. Då den rekonstruerats första gången fann man att dinosauriens kammar och den låga profilen av kraniet såg annorlunda ut jämfört med andra tyrannosaurider. Dessutom hade den primitiva drag som till exempel en lång nos och många tänder. I och med det fick den namnet Alioramus, vilket kommer från latinets alias, som betyder "annan", och ramus, som betyder "gren". Detta hänvisar till Kurzanovs förmodan att Alioramus tillhörde en ny och olik gren i tyrannosauridernas släktträd. Precis som med släktnamnet hänvisar namnet på arten, A. remotus, också till dess särskiljaktighet. Remotus är latin, och betyder "avlägsen". Den andra arten i släktet, A. altai (beskriven 2009), fick sitt artnamn efter det Asiatiska bergsområdet Altaj.

## Beskrivning

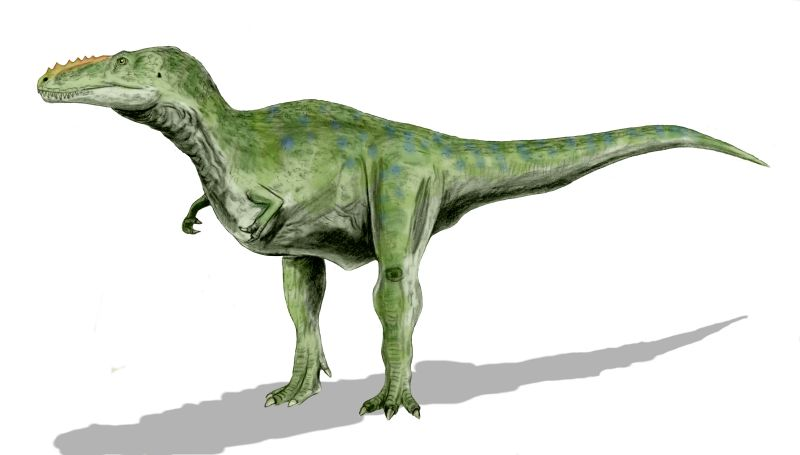
Illustration av Alioramus.

Alioramus verkar ha skiljt sig från andra tyrannosaurider i skallens konstruktion. De flesta tyrannosaurider hade relativt korta, kraftiga käkar, och verkar ha varit gjorda för att åsamka kraftfulla bett och krossa ben. Alioramus skiljer sig från dessa genom att den verkar ha haft ett långsmalare huvud, och kanske också fyllde en annan ekologisk nisch än till exempel Tarbosaurus. Avsaknaden av fossil efter fullvuxna Alioramus försvårar dock, eftersom man inte kan veta hur den såg ut och uppträdde som vuxen.Alioramus skalle är även unik bland tyrannosaurider i och med att den har 6–8 små hornliknande utskott på nosryggen. Vad dessa horn fyllt för funktion vet man inte. Kanske användes de för uppvisning mellan artfränder.
Alioramus tros ha varit mindre än många andra tyrannosaurider, som uppnådde storlekar mellan 9 och 13 meter och vikter på kanske 3–6,5 ton. Det är dock svårt att veta, eftersom de båda fossilen man hittat kommer från ungdjur. Det har dock påpekats att holotypen till A.altai (IGM 100/1844) har beräknats vara cirka 5 meter lång, med en vikt på cirka 370 kg. Dess ålder när den dog har uppskattats till omkring 9 år. Eftersom den verkar ha varit betydligt mindre i storlek än vad andra tyrannosaurider av samma åldersgrupp var, tror man att Alioramus fulla storlek måste ha varit mindre än de flesta andra tyrannosaurider. Erickson har dragit slutsatsen att holotypen till A. altai bör ha varit ungefär 85 % av den storlek som den skulle ha uppnått om den blivit vuxen.
I likhet med andra tyrannosaurider hade Alioramus förmodligen väldigt små framben, med händer som bara hade två klor var.

### Primitiva drag

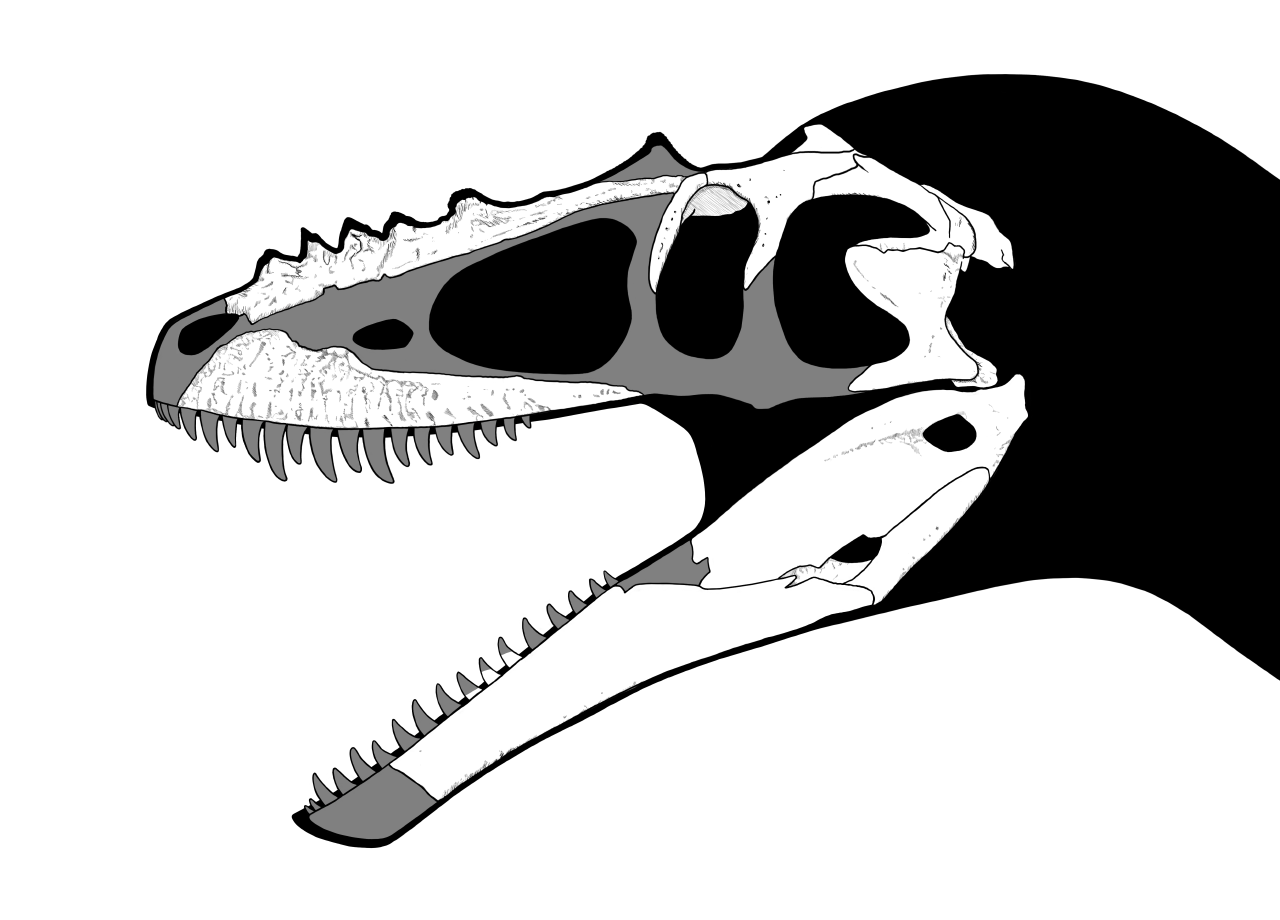
Kranium av Alioramus.

Alioramus kranium är långt och lågt i profil, med sex utmärkande benkammar på en rad där näsbenen möter toppen av nosen. Många tyrannosaurider har gropiga näsben, men ingen har kammar som är så välutvecklade som hos Alioramus, även om den år 2005 beskrivna Appalachiosaurus har en rad lägre knölar. Alioramus karaktäriseras även för dess höga antal tänder i både över- och underkäkarna. A. remotus uppvisar 16 eller till och med 17 tänder i överkäken och 18 i underkäken, vilket är mer än hos någon annan känd tyrannosaurid. Dessutom har den en lång smal nos, vilket ses som ett primitivt drag hos tyrannosaurier.
Det kända exemplaret av A.remotus är inte fullvuxet. Detta innebär att den kan ha varit ett ungdjur tillhörande någon annan asiatisk tyrannosaurid så som Tarbosaurus. Emellertid gör det höga antalet tänder och dess framstående kammar det högst osannolikt.

## Klassificering
Så som namnet antyder trodde man ursprungligen att Alioramus var avlägsen till andra tyrannosauroider i släktskap. Emellertid har flera nya analyser placerat den närmare välkända släkten inom familjen Tyrannosauridae. En kladistisk analys från 2004 finner två likvärdiga bra stödda positioner för Alioramus, antingen precis utanför Tyrannosauridae, eller inuti det, inom underfamiljen Tyrannosaurinae (Holtz, 2004). Andra studier stödjer de senare hypoteserna, men placerar dessutom Alioramus som ett systertaxon till Tarbosaurus inom Tyrannosaurinae.

## Illustrationer
- Illustration av hela djuret samt närbild av huvudet.